# 白藤江之战 (1288年)
1288年白藤江之戰（越南语：／?）指的是元朝軍隊與越南陳朝於1288年發生的戰役，因該役以白藤江為戰場而得名。這場戰役是元越戰爭的一部分。

## 元朝的入侵
元朝兩次進攻越南陳朝，均遭失敗。於是忽必烈決定策劃第三次入侵。1287年，忽必烈立越南宗室陳益稷為安南國王，命令鎮南王脫歡為統帥，尚書省奧魯赤、平章事烏馬兒等調兵五十萬攻打越南。同時命張文虎負責糧草的接應。元朝陸軍由脫歡率領，從東道女兒關入侵越南；水軍由烏馬兒率領，經玉山、雙門、安邦口，擊敗越南守軍，入侵越南。在初期，元軍一路勢如破竹，進入越南北部，以萬劫為根據地。元將烏馬兒又攻打雲屯，越將陳慶餘初戰失利，遭陳仁宗的責備。但隨後又遇上了張文虎的糧船。兩軍交戰，雖然損失相當，但陳慶餘仍舊洗劫了張文虎的部分糧船。為避免更多糧草被劫，張文虎下令鑿沉一些糧船，撤回瓊州。

## 白藤江之戰
1288年，元軍佔領了昇龍，但由於越南軍民的反抗，元軍在軍事上沒有多大進展。由於糧草接應不及時，且天氣酷熱，脫歡與部將商議，焚毀昇龍，決定撤軍回國。以烏馬兒等人率水軍沿白藤江撤軍，脫歡自己則沿諒山撤退回國。
陳軍主帥陳國峻得知元軍即將撤退，下令在白藤江中插下削尖的木樁，以待元軍的進入；並在周圍埋下了伏兵。陳國峻派一隊戰船襲擊烏馬兒的水軍，隨後假裝敗退，引誘烏馬兒的水軍進入陳軍的埋伏陣地。烏馬兒到達設伏區時，許多戰船被木樁撞沉。埋伏的陳軍趁機將點燃的木材擲向元軍大船上，同時駕小舟襲擊元軍。陳仁宗也率軍前來增援陳軍。在陳軍的襲擊下，元水軍大敗，全軍覆沒，烏馬兒等人被俘。

## 遗迹
2020年海防省水源县莲溪社高妫村的白藤江边发现了具有1000年历史的古木桩阵。对高妫田地的考察和考古发掘发现了27根13世纪的木桩和24个埋坑。木桩大小不一，分为多层，显示具有军事战术意图。越南學界初步认为，高妫木桩阵遗迹是1288年白藤江之战的阵地。高妫木桩阵的发现改变了以前白藤战役仅在今天的广宁省发生的观点，战役规模可能更大。

## 備考
在元越戰爭中，元、越雙方都宣稱自己在戰爭中取得大量勝仗。《元史》中沒有關於白藤江戰役的記載；《新元史》則有記載元朝水軍在撤退時遭到陳軍的伏擊，全軍覆沒，但沒有提到戰場的位置。白藤江為戰場，是根據《大越史記全書》的記載得知的。